# Tele-Polska Holding
Tele-Polska Holding (GPW: ) – polska spółka prawa handlowego, notowana od 7 lipca 2014 roku na rynku równoległym prowadzonym przez Giełdę Papierów Wartościowych w Warszawie (Ticker: TPH), wcześniej od 2 grudnia 2009 roku notowana na rynku NewConnect prowadzonym przez Giełdę Papierów Wartościowych w Warszawie.
Do drugiej połowy 2015 r. spółka koncentrowała się na rozwoju działalności telekomunikacyjnej. W kolejnych latach jednak, nastąpiła zmiana profilu działalności. Aktualnie spółka, po kilkukrotnych zmianach nazwy, działa pod firmą ONE S.A. oraz jak sama informuje na stronie internetowej świadczy usługi w zakresie dostarczania energii elektrycznej i pozostaje spółką publiczną (Ticker: FMG).

## Grupa
TPH SA była spółką wiodącą holdingu firm, których działalność koncentrowała się na świadczeniu kompleksowych usług telekomunikacyjnych. Od października 2014 grupa była obecna także na rynku sprzedaży energii elektrycznej poprzez jedną ze swoich spółek zależnych. Na początku kwietnia 2015 r. spółka posiadała kontrolne pakiety udziałów w następujących spółkach:
- e-Telko Sp. z o.o., która pełniła funkcje zaplecza infrastrukturalnego grupy oraz zajmowała się obsługą innych operatorów (zgodnie z raportem UKE[2] posiadała ponad 3,02% udziałów w rynku połączeń międzyoperatorskich według przychodów w 2008 r.)[3]
- Teltraffic Sp. z o.o., która zajmowała się obsługą międzynarodowego ruchu telekomunikacyjnego
- TelePolska Sp. z o.o. operatora telekomunikacyjnego świadczyła usługi odbiorcom indywidualnym i małym przedsiębiorcom oraz
- Telekomunikacja dla Domu Sp. z o.o.
- Twoja Telekomunikacja Sp. z o.o.
- DiD Sp. z o.o. operatora telekomunikacyjnego świadczącego usługi małym i średnim przedsiębiorstwom oraz administracji publicznej.
- Mail-Box Sp. z o.o.
- Polska Energetyka Pro Sp. z o.o. poprzez którą grupa oferowała sprzedaż prądu gospodarstwom domowym (taryfa G)
- New Age Ventures Sp. z o.o.

## Historia spółki
Początki działalności Grupy sięgają 2001 r. Pionierskimi usługami były wówczas usługi „Two-stage”, „Call back”, „Calling cards”, dostępu ISDN PRA, preselekcji (numer dostępowy 1053) oraz tranzytu ruchu głosowego. Wraz z rozwojem Grupy ofertę rozbudowano o usługi telefonii internetowej Voice over IP (VoIP). W kolejnych latach, dzięki liberalizacji rynku telekomunikacyjnego, wdrożono usługi dostępu do Lokalnej Pętli Abonenckiej poprzez dostęp do Węzłów Sieci Telekomunikacyjnej na potrzeby sprzedaży szerokopasmowej transmisji danych w formule Bitstream Access (2006 r.) oraz hurtowego dostępu do Sieci TP SA Wholesale Line Rental, tzw. WLR (2007 r.).
W latach 2009–2015 rozwój Grupy odbywał się poprzez wzrost organiczny, oraz akwizycje. Tele-Polska Holding SA była spółką dominującą grupy kapitałowej, która oferowała pełny zakres usług telekomunikacyjnych (głos i transmisja danych) realizowanych w technologii TDM oraz VoIP oraz usług dostępu do Internetu, w późniejszym okresie, także oferowała sprzedaż energii elektrycznej gospodarstwom domowym. Oferta była skierowana zarówno do klienta końcowego biznesowego (B2B), indywidualnego (B2C) oraz innych operatorów telekomunikacyjnych (C2C), a spółki grupy działały w kraju i za granicą.
Przełomowym w rozwoju grupy kapitałowej TPH był rok 2009. Spółka matka przejęła niewielkich operatorów telekomunikacyjnych – Telltrafic oraz DID. Znacząco zwiększyła swój potencjał w zakresie terminacji międzynarodowego ruchu głosowego oraz możliwości świadczenia usług telekomunikacyjnych w sektorze publicznym oraz dla dużych organizacji komercyjnych. W grudniu 2009 spółka dominująca holdingu, Tele-Polska Holding S.A. zadebiutowała z sukcesem na rynku alternatywnym NewConnect prowadzonym przez Giełdę Papierów Wartościowych w Warszawie osiągając w dniu debiutu kapitalizację rynkową przekraczającą 123 mln zł. W kolejnych latach grupa koncentrowała się na segmencie biznesowym oraz na klientach indywidualnych. Stopniowo zmniejszała udział hurtowych usług telekomunikacyjnych w przychodach ogółem. W 2014 roku przychody grupy przekroczyły 265 mln zł i lokowały grupę pośród największych krajowych operatorów alternatywnych. W roku 2014 grupa rozpoczęła także aktywne działania na rynku sprzedaży energii elektrycznej. Grupa korzystała z liberalizacji rynku oraz wykorzystała podobieństwo dotychczasowego modelu działalności w obszarze telefonii stacjonarnej z modelem sprzedaży energii elektrycznej (znaczący udział outsourcingu sprzedaży).
W roku 2015 polityka rozwoju Grupy Kapitałowej TPH zaczęła ulegać zmianie, zaś część postulatów związanych z debiutem giełdowym z 2014 r. wskazywanych w prospekcie emisyjnym, takich jak dalszy rozwój segmentu klientów biznesowych czy inwestycji w infrastrukturę typu data center została odłożona na bliżej nieokreśloną przyszłość. Spółka zmieniła także nazwę z Tele-Polska Holding S.A. na Polish Services Group S.A. Wszystkie te zmiany znalazły także odbicie w składzie zarządu. W marcu 2015 r. w jego skład został powołany Bartłomiej Gajecki, zaś z początkiem listopada 2015 z funkcji członka zarządu zrezygnował dotychczasowy, wieloletni wiceprezes Mark Montoya.
W kolejnych miesiącach Grupa Kapitałowa odwołała prognozy finansowe oraz rozpoczęła kontrowersyjny proces zbywania istotnych składników majątku, począwszy od nieruchomości po spółki zależne. Po raz kolejny zmienił się także zarząd. Dotychczasowi członkowie, Bernhard Friedl oraz Bartłomiej Gajecki, zrezygnowali z pełnienia funkcji zaś jednoosobowo funkcję prezesa zarządu rozpoczął pełnić Kamil Łysik. W grudniu 2015 r. grupę w wyniku transakcji sprzedaży zaczęły opuszczać spółki zależne: Polska Energetyka Pro Sp. z o.o., Telekomunikacja dla Domu Sp. z o.o., Twoja Telekomunikacja Sp. z o.o. W kwietniu 2016 r. poza Grupą znalazły się także TelePolska Sp. z o.o., Teltraffic Sp. z o.o., Energetyka dla Domu Sp. z o.o., DID Sp. z o.o., New Age Ventures Sp. z o.o. Nabywcą wymienionych spółek była FinCrea 3 Fundusz Inwestycyjny Zamknięty Aktywów Niepublicznych z Wrocławia.
Agresywna polityka sprzedaży, zwłaszcza po 2015 r. oraz korzystanie z podmiotów trzecich w segmencie klientów indywidualnych, wygenerowały dla grupy znaczące ryzyka i problemy związane z kwestiami naruszenia zbiorowych interesów konsumenta. Od drugiej połowy 2016 roku, grupa kapitałowa TPH praktycznie zaprzestała działalności w dotychczasowej formule i przestała być liczącym się graczem na rynku telekomunikacyjnym. Większość jej spółek oraz aktywów została zbyta a spółka matka holdingu, w lipcu 2016 roku zmieniła nazwę na Financial Assets Management Group S.A. W kolejnych latach nastąpiły dalsze roszady w pozostałych aktywach Grupy, liczne zmiany w zarządzie, w strukturze właścicielskiej oraz kolejne zmiany nazwy: na Polski Operator Energetyczny S.A. oraz ostatnio, na ONE S.A., pod którą to firmą spółka funkcjonuje aktualnie.